# Свети Пантелеймон (Белица)
Вижте пояснителната страница за други значения на Свети Пантелеймон.
„Свети Пантелеймон“ (на македонска литературна норма: „Свети Пантелејмон“) е възрожденска църква в поречкото село Белица, Северна Македония. Църквата е част от Кичевското архиерейско наместничество на Дебърско-Кичевската епархия на Македонската православна църква – Охридска архиепископия.
Църквата е гробищен храм, разположен на самия западен вход на селото. Според надписа над входа е изграден и изписан в 1873 година.